# Kloster Zeven

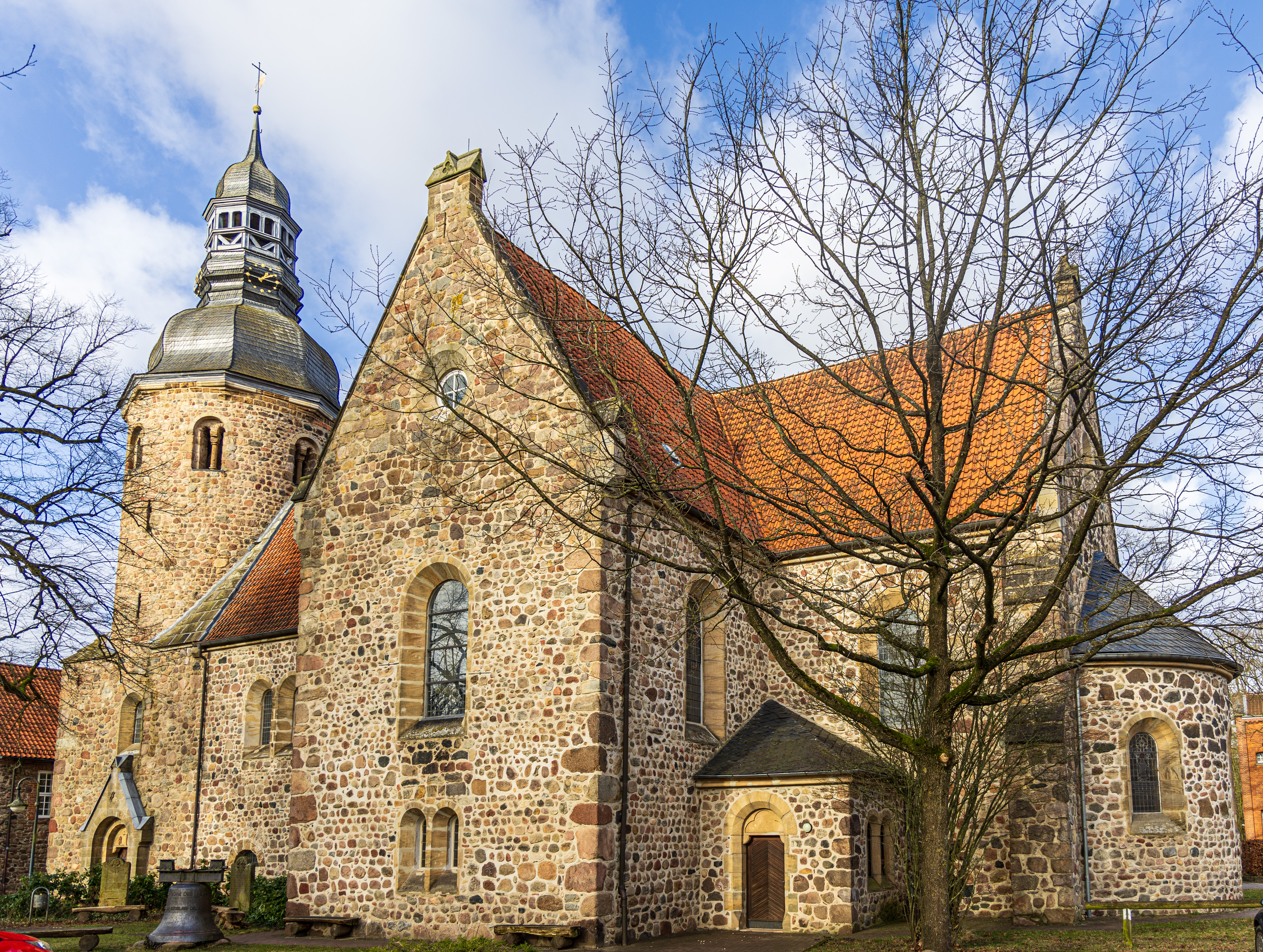
Die Kirche St. Viti mit einem Teil des Klostergebäudes (2024)

Das Kloster Zeven in der niedersächsischen Kleinstadt Zeven wurde ab 1141 erbaut, als das im benachbarten Heeslingen bestehende Kanonissenstift nach Zeven verlegt und dort in ein Benediktinerinnenkloster umgewandelt wurde.

## Geschichtlicher Überblick
Das Kloster Zeven geht hervor aus dem um die Mitte des 12. Jahrhunderts nach Zeven verlegten Frauenkonvent congregatio sanctimonialium monasterium zu Heeslingen.

### Gründung
Heeslingen wurde als adliges Familienstift zur Zeit Otto I., des Großen von einem Grafen Hed unter Beteiligung des Bremer Erzbischofs Adaldag sehr wahrscheinlich im Jahre 961 gegründet. Eine Gründungsurkunde liegt nicht vor, die Gründungsgeschichte ist zum Teil widersprüchlich. Die älteste datierte Urkunde des Stiftes, in der auch die Entstehung Heeslingens behandelt wurde, ist das Diplom des Königs Otto III. für den Bremer Erzbischof Adaldag vom 17. März 986. Otto bestätigte darin auf Bitten des Erzbischofs das, wie es in der Urkunde heißt, von den Vorgängern Adaldags gegründete monasterium als Pertinenz der bremischen Kirche, ferner die Bestimmungen über die Wahl der Äbtissin und des Vogtes getroffen und die aus fünf Höfen sowie verschiedenen Zehnten und anderen Gefällen bestehende Dotation konfirmiert. Das Stift erhielt die Immunität. Gründer des Stifts war ein Graf Hed Über ihn ist nichts weiter überliefert, höchstwahrscheinlich war er mit den Udonen verwandt. Seine Tochter Winnilgerd war die erste urkundlich erwähnte Äbtissin des Stifts Heeslingen.
In der Zeit zwischen der Gründung und der Verlegung wurde das Stift nur selten urkundlich erwähnt. Unter der letzten Äbtissin Hathewich zu Heeslingen trat mit Durchführung einer kirchengeschichtlichen Reform eine einschneidende Veränderung ein.

### Verlegung nach Zeven
Im Jahre 1141 beschloss Erzbischof Adalbero von Bremen auf Bitten des Stiftspropstes Liudmund und mit Zustimmung der Äbtissin Hathewich und des einsichtigen Teils des Konvents vornehmlich der in Heeslingen herrschenden Disziplinlosigkeit, irreligiositas, die Verlegung des cenobium Heeslingen in das vier Kilometer entfernte Zeven als einen abgeschiedenen und für die Observanz günstigeren Ort. Hauptgrund für diese Maßnahme war die Disziplinlosigkeit. In Zeven erhob das Stift Heeslingen schon seit seiner Gründung den Zehnten, dort war eine Siedlung vorhanden und das Stift wurde somit nicht in die Wildnis verpflanzt.
Sicherlich war mit der Verlegung zugleich auch die Unterwerfung unter eine monastische Regel, die Benediktinerregel, und damit die Umwandlung in ein Kloster verbunden, wenn die Regel St. Benedikts auch erstmals 1226 als maßgebend für das Kloster erwähnt wird. Erst das Kloster Zeven kann als Benediktinernonnenkloster bezeichnet werden. Der eigentliche Initiator der Reform von 1241 war der Propst Liudmund, der vor seiner Tätigkeit in Heeslingen einer der engste Mitarbeiter Vizelinsin in der Slawenmission in Wagrien war und dem Augustinerchorherrenstift zu Segeberg angehört hatte. Auf das Kloster Zeven wurden das Patrozinium und sämtliches Eigentum des Stiftes Heeslingen übertragen. Nach der Einwilligung zur Verlegung des Stiftes konnte man mit der Vorbereitung zur Umsiedlung beginnen und den Grundstein zu den neuen Klostergebäuden und zu der heute noch erhaltenen romanischen Kreuzkirche legen.
Um 1150 wird der Umzug vollendet gewesen sein und das Kloster in Heeslingen hörte völlig auf zu bestehen.
Wie das Kloster in Heeslingen auf einer Anhöhe am Ufer der Oste erbaut war, wurde das Kloster in Zeven auf dem erhöhten rechten Ufer der Mehde errichtet. Von der Gesamtanlage, die am Zevener Stadtpark gelegen ist, ist heute noch die St. Vitus geweihte Kirche und das heutige Museumsgebäude erhalten, in dem sich das Museum Kloster Zeven befindet.

### Stiftsgeschichte, Verfassung und Aufhebung
Mit der Reform änderte sich auch die Verfassung. Diese war charakteristisch für die im 12. und 13. Jahrhundert in den norddeutschen Diözesen gegründeten Benediktinerinnenklöster. Die Zevener Verfassung war stimmig mit den übrigen Benediktinerinnenklöstern.
Stand in Heeslingen noch eine Äbtissin an der Spitze des Konvents, lag die Leitung des Klosters in Zeven nun in der Hand eines Propstes und einer Priörin. Der Propst wurde bei der Erfüllung seiner seelsorgerischen Pflichten gegenüber Konvent und Klosterfamilie von Klostergeistlichen unterstützt und vertreten. Die wichtigste Aufgabe des Propstes war, die Vertretung des Klosters nach außen hin und die Beschirmung und Verwaltung der klösterlichen Güter, Gerechtsame und Hintersassen. Alle bedeutenden Entscheidungen wurden jedoch von Propst und Konvent gemeinsam getroffen. Die führende Stellung des Propstes zeigte sich in der urkundlichen Überlieferung deutlich in dem einzigen Zevener Diplom, das in der zweiten Hälfte des 12. Jahrhunderts die Klosterverfassung streift. Es ist eine zwischen 1185 und 1189 ausgestellte Urkunde, in der Erzbischof Hartwig II. von Bremen einen Landaustausch zwischen dem prepositus de Zciuena cum collegio et familia ecclesie sue einerseits und dem Bremer Dekan anderseits bestätigt. Propst, Konvent und Klosterfamilie waren am Abschluss des Geschäfts beteiligt. Von einer Äbtissin war keine Rede mehr. Auch in der Folgezeit erschien bei Rechtsangelegenheiten nur der Propst mit dem Konvent.
Der Konvent des Klosters Zeven war gemeinständisch. Er setzte sich im Wesentlichen aus Angehörigen des bremischen Stiftsadels sowie des Patriziats und auch des niederen Bürgertums der Stadt Stade zusammen. Der Konvent bezeichnete sich in den Urkunden als ordinis sancti Benedicti. Die Existenzgrundlage bildete der für erzstiftisch-bremische Verhältnisse bedeutende, im Laufe der Jahrhunderte durch Schenkung, vornehmlich aber durch Kauf erworbene Besitz an Gütern und Rechten verschiedener Art, hauptsächlich der Besitz an Grund und Boden.
Durch die recht frühen Beziehungen zum Bistum Lübeck und die Verbindungen zu Holstein, seit 1199 war Graf Adolf III. von Holstein Vogt des Klosters Zeven verdankte das Kloster wohl auch seine Kontakte und Besitzungen im benachbarten Mecklenburg.
So zogen Zevener Nonnen zwischen 1231 und 1234 in das von Stader Mönchen verlassene und in ein Nonnenkloster umgewandelte Dobbertiner Benediktinerkloster.
Das Kloster Dobbertin wurde bei seiner Gründung nach 1220 durch Mönche vom Kloster St. Marien zu Stade aus besiedelt. Das Kloster Zeven besaß neben seinen niedersächsischen Gütern auch in Mecklenburg ein Dorf. 1226 bestätigte Erzbischof Gerhard II. von Bremen auch zu vollem Recht das nördlich von Wittenburg in der Diözese Ratzeburg gelegene Dorf Döbbersen (Doberse) mit der Kirche. Die Umstände des Erwerbes des wohl bald wieder veräußerten Dorfes sind unbekannt.
Über das Leben des Konvents im Spätmittelalter berichten die Urkunden fast nichts. 1402 wurde die Klosterschule erwähnt, das in Verfall geratene officium scolasticum wurde damals neu eingerichtet.
1482 fanden sich Zeven und die Benediktinerabteien Harsefeld und Unser Lieben Frauen in Stade im Anschluss an ein gemeinsames Bündnis auch zu einer festen Gebetsverbrüderung zusammen.
Im Jahre 1520 erteilte das Generalkapitel der Bursfelder Kongregation auf Veranlassung des Erzbischofs von Bremen den Äbten von Clus und Oldenstadt den Auftrag, das Zevener Kloster zu visitieren und reformieren.
Erfolg und Wirkung der Reformation in Zeven sind nicht bekannt. Während das Erzbistum Bremen im Laufe des 16. Jahrhunderts evangelisch wurde, hielt der Zevener Konvent noch lange an dem althergebrachten Glauben fest. Erst nach 1609 drang der neue Glaube auch in das Zevener Kloster ein.
Mit der Besetzung des Erzstifts Bremen durch schwedische Truppen im Frühjahr 1645 wurde das Ende des Klosters eingeleitet. Bereits vor dem Westfälischen Friedensschluss 1648 übertrug die schwedische Königin Christina mit der Urkunde vom 10. Juli 1647 ihrem Generalleutnant Graf Robert Douglas das Kloster Zeven mit seinen Besitzungen als Mannlehen. 1650 erfolgte die Besitzeinweisung durch die Stader Regierung, den verbliebenen neun Nonnen wurde vertraglich auf Lebenszeit freie Wohnung im Kloster zugesichert. Der königliche Donationsbrief für Graf Douglas wurde am 30. Mai 1651 angefertigt. Der Kaiser und der Reichshofrat, von den Nonnen um Hilfe gebeten, setzten der Säkularisation des Klosters Zeven keinen ernstlichen Widerstand entgegen.
Am 25. März 1694 starb im Alter von 84 Jahren Ilse Mittdorf als letzte Zevener Nonne, sie war bis zu ihrem Tode katholisch geblieben.

### Wirtschaftliche Verhältnisse
Das Kloster Zeven besaß zahlreiche Güter und eine Fülle von Gerechtsamen verschiedener Art: Höfe und Einzelländereien, Häuser und Renten, Mühlen, Forsten, Jagd- und Fischereigerechtsame, Gerichtsrechte, Patronate und Kirchen. Den hervorragendsten Platz nahm unter diesen Gütern der Besitz an Grund und Boden ein. Nomineller Eigentümer des klösterlichen Güterkomplexes waren der Schutzpatron des Klosters, der heilige Vitus, oder das Kloster selbst, als deren Sachverwalter Propst und Konvent fungierten.
Im Spätmittelalter und in der Neuzeit erwarb das Kloster weitere Besitzungen und entwickelte sich zu einem der reichsten Klöster des Erzstifts Bremen. Obwohl das Kloster im 14. und 15. Jahrhundert durch Fehden und Überfälle große Schäden erlitt, wuchs der Besitz vor allem an Grund und Boden von Jahr zu Jahr. Im 17. Jahrhundert erhielt das Kloster Roggenabgaben von etwa 230 Bauern auf der Geest des Erzstifts Bremen und eine Geldpacht von etwa 80 Leuten im Alten Land und bei der Stadt Stade.
An der Spitze des Klosters standen ein Propst und eine Priörin. Über die Größe des Konvents sind aus älteren Zeiten keine Angaben überliefert. Nach Urkundenlage lebten im 15. Jahrhundert nicht mehr als 30 vollberechtigte Klosterfrauen. Im Jahre 1445 bestand der Konvent aus 18, im Jahre 1482 aus 23 und im Jahre 1499 aus 24 Nonnen. Kurz nach der Jahrhundertwende war die Zahl auf 28 Nonnen gestiegen. Mit den geistlichen Kindern und Laienschwestern dürften in Zeven 40 bis 50 weibliche Klosterinsassen gelebt haben. Darunter waren 12 bis 16 junge Kinder, die im Kloster unterrichtet wurden und ein Kostgeld bezahlten. Im 17. Jahrhundert lebten im Zevener Kloster bis zu 18 Jungfrauen. 1601 und 1603 waren es 15, von 1606 bis 1607 waren es genau 18 und 1623 noch 13 Nonnen. In der folgenden Zeit lebten zwischen sieben und 13 Konventualinnen. Im Jahre 1650 gab es nur noch neun Nonnen in Zeven.
Seit dem ausgehenden 13. Jahrhundert sind die Klosterfrauen mit Ausnahme der Priörinnen bekannt. Ab dem 17. Jahrhundert war der Konvent bis zur Neuzeit zum größeren Teil adelig. Die adeligen Konventualinnen stammten fast sämtlich aus dem niederen Adel des Erzstifts Bremen. Seit Mitte des 15. Jahrhunderts waren auch Angehörige kehdingischer Adelsfamilien nachzuweisen, Mitglieder dieser Familien gehörten auch zum Patriziat der Stadt Stade. Die Konventualinnen bürgerlicher Abkunft kamen mit wenigen Ausnahmen aus dem Kleinbürgertum der Stadt Stade. Einige Nonnen waren in Bremen, eine noch geringere Zahl der Stadt Verden beheimatet.
Das Klostergebäude wurde in der Folgezeit für die Amtsverwaltung genutzt.
Im Jahre 1757 wurde im Kloster mit der Konvention von Kloster Zeven eine Neutralitätserklärung des Herzogs von Cumberland gegenüber den Franzosen im Siebenjährigen Krieg abgeschlossen.
Sowohl die personalen wie die wirtschaftlichen Beziehungen des Klosters beschränkten sich fast ganz auf das Erzstift Bremen. Zu auswärtigen Mächten, zu Kaiser und Papst, ist das Kloster nie in ein engeres Verhältnis getreten.

## Baulichkeiten

### Kirche in Heeslingen
Von dem Stift Heeslingen ist einzig die von der Äbtissin Hathui nach 973 errichtete Kirche erhalten, die aus Steinen, einem für damalige Zeiten in dieser Gegend noch ungewöhnlichen Material, erbaut wurde. Es handelt sich um eine Feldsteinkirche in der Form eines einschiffigen, in spätromanischer Zeit gewölbten Saales mit einer breitgelagerten Apsis. Der Rundturm wurde Ende des 18. Jahrhunderts wegen Baufälligkeit abgetragen und 1897 durch einen Neubau ersetzt.

### Klosterkirche Zeven
Die Kirche wurde um die Mitte des 12. Jahrhunderts, wohl zwischen 1141 und 1158 aus Feldsteinmauerwerk auf kreuzförmigen Grundriss errichtet. Der Turm ist bis zur Traufhöhe quadratisch, geht dann in ein Achteck über und wird von einer barocken Haube bekrönt. Im Erdgeschoss des Turmes befand sich die Propstkapelle, darüber lag der Nonnenchor, der durch eine Gang mit dem Obergeschoss des noch vorhandenen Restes der Klostergebäude, dem Alten Gemach verbunden war. Hier befanden sich das Dormitorium und die Zellen der Nonnen.
Die Kirche sollte 1867 abgebrochen werden, sie wurde aber durch den hannoverschen Konsistorialbaumeister Conrad Wilhelm Hase gerettet und 1872 durch den Oldenburger Architekten L. Wege restauriert, dabei verlegte man den Eingang vom Südschiff in den Turm.
Zur Ausstattung der ehemaligen Klosterkirche gehörten ein monumentales Kruzifix aus der ersten Hälfte des 13. Jahrhunderts.
Zwei Gruftplatten aus der Zeit um 1400, eine davon diejenige des 1397 verstorbenen Propstes Johannes Monik. Aus dem 15. Jahrhundert stammen Reste der Ausmalung des Nonnenchors, sie stellen Christus mit den klugen und den törichten Jungfrauen dar.
Durch den Bremer Erzgießer Ghert Klinghe wurde 1469 im Auftrage des Propstes Luder Bramstede der Taufkessel gegossen. Vorhanden ist auch noch die vom Propst Ludolf von Varendorf 1565 gestiftete geschnitzte Kanzel.
Seltenheitswert hat ein etwas jüngeres mit Flachschnitzereien geschmücktes Singepult. Vorhanden sind ferner ein Messingkronleuchter von 1660 und der Orgelprospekt von Christian Vater von 1750.
In der Kirche befindet sich heute ein früher draußen an einer Mauer angebrachtes steinernes Vitusbild aus dem 16. Jahrhundert.

### Klostergebäude in Zeven

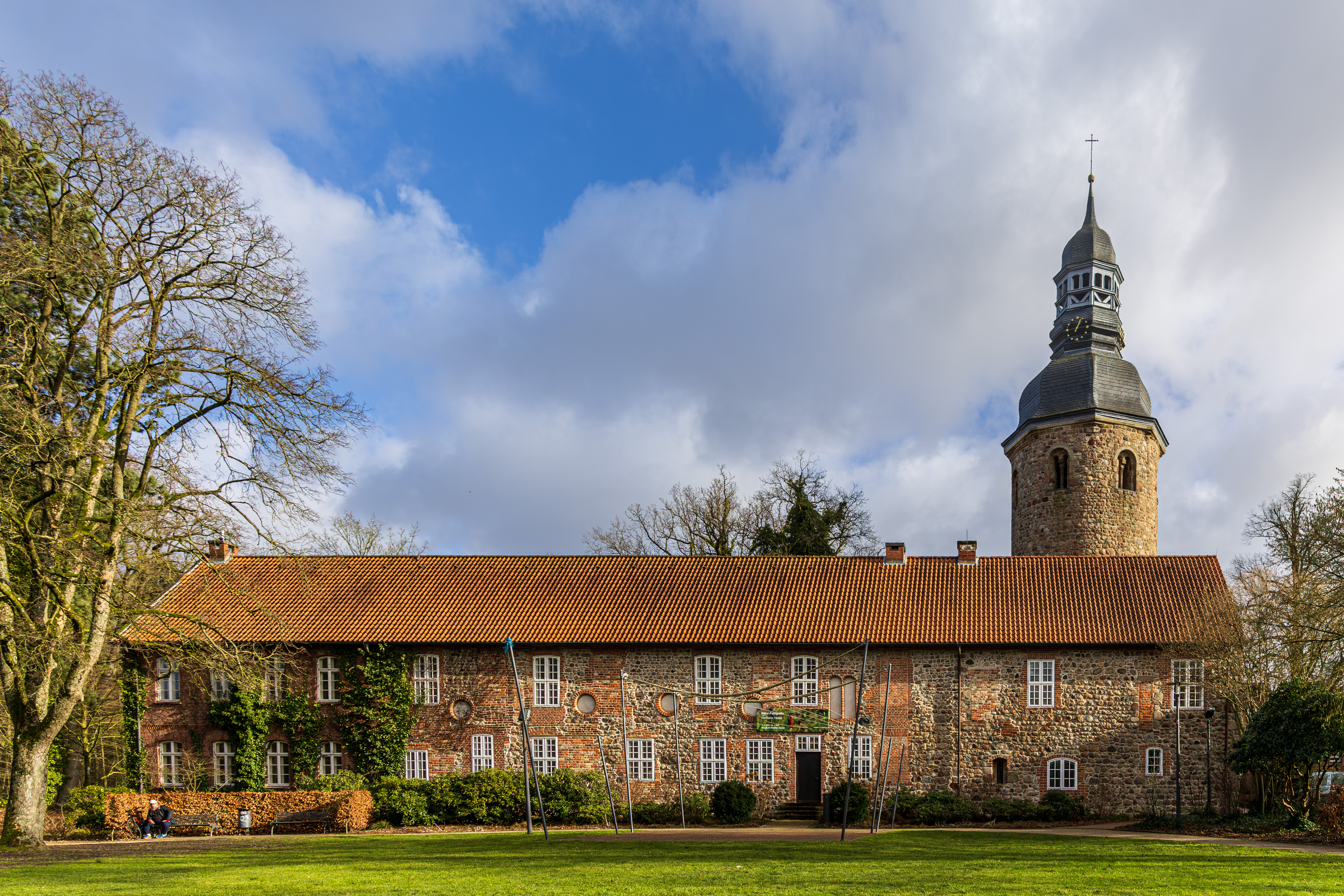
Das letzte erhaltene Konventsgebäude, Feldstein mit Veränderungen in Backstein (2024)

Im 12. Jahrhundert schlossen die Konventsgebäude direkt an die Nordseite der Kirche an. Heute ist nur noch der Westflügel erhalten. Über den nordsüdwärts verlaufenden, trennenden Weg „Klostergang“ hinweg ist er durch eine Holzbrücke mit der Kirche verbunden. Lücken und Schäden im Bruchsteinmauerwerk wurden seit mindestens um 1500 mit Backstein gefüllt. Heute beherbergt dieses Gebäude das Klostermuseum.
Erst 1585 ließen der Propst Jodocus von Galen und die Domina Anna von Wersabe ein Gebäude errichten, das die Wohnung des Propstes und der Priorin, nun Domina, enthielt und später als Amtshaus des Amtes Zeven diente. Es wurde 1840 abgerissen.
Nach einer Beschreibung von 1690 standen auf dem Amtshof neben der Propstei, dem Haus der Domina, dem Frauenhaus und dem Neue Logament noch weitere Wirtschaftsgebäude und Viehställe sowie das Brauhaus mit gewölbten Braukeller und die Pforte mit der Pförtnerwohnung. Vor dem Amtshof standen das Wirtschaftsgebäude mit der Durchfahrt das Neue Thor, das Schulgebäude und die große Scheune von zehn Fachen.

## Pröpste, Äbtissinnen, Priörinnen und Domina

### Pröpste von Heeslingen-Zeven
Namen und Jahreszahlen bezeichnen die urkundlich nachweisbare Erwähnung als Propst. Bis 1141 waren es Pröpste von Heeslingen, seit 1141 Pröpste von Zeven.
- 1139–1164 Liudmund
- 1181–1193 Dietrich I. (ab 1186 Bischof zu Lübeck)
- 1221–1236 Dietrich II.
- erwähnt 1247 Henricus
- 1254–1257 Dietrich III.
- 1269–1273 Sifridus
- 1288–1295 Bernhard von Wölpe
- 1314 vor 28. Juni Andreas
- erwähnt 1318 Johann
- 1318–1328 Bertram Woltmanni
- 1330–1332 Borchard
- 1333–1339 Bertold Witte (Albus)
- 1357–1359 Erich
- 1361–1370 Arnold von Weyhe
- 1372–1396 Johannes Monik
- 1396–1398 Magister Ropertus
- erwähnt 1398 Thidericus de Molendino (verzichtet auf das Amt eines Propstes in Zeven)
- 1398–1402 Magister Ropertus de Nortlo
- 1408–1409 Erpo von Lunsberg
- 1414–1445 Ortgis Spade
- 1445–1468 Diedrich Peynis
- erwähnt 1468 Konrad von Horn (nimmt das Amt nicht an)
- 1468–1499 Luder Bramstede
- 1499–1518 Konrad Klenke
- 1518–1546 Dietrich Frese
- 1548–1554 Andreas Mundemann
- 1554–1571 Ludolf von Varendorf
- 1571–1575 Christoph Bicker
- 1575–1601 Jodocus (Jost) von Galen
- 1601–1603 Ahasver (Assver) von Langen
- 1603–1624 Adolf Bremer
- 1624–1628 Levin Marschalck
- 1628–1629 Emmerich Fünkler (Fonckler)
- 1630–1632 Gerhard Carll, genannt Becker
- 1632–1634 Vakanz
- 1634–1641 Otto Ascan Frese
- 1641–1648 Clement von der Kuhla (als evangelischer Abt des Marienklosters zu Stade bis zur Aufhebung des Klosters)

### Äbtissinnen von Heeslingen
Namen und Jahreszahlen bezeichnen die urkundlich nachweisbare Erwähnung als Äbtissin.
- ca. 961–vor 973 Winnilgerd (Wendilgerd), Tochter des Grafen Hed
- vor Mai 973 Winnilgerd
- ab Mai 973 Hathui, Tochter des Udonen Graf Heinrich I., des Kahlen

### Priörinnen von Zeven
Namen und Jahreszahlen bezeichnen die urkundlich nachweisbare Erwähnung als Priörin.
- erwähnt 1286 Gertraudis Bremensis
- 1288–1294 Jutta
- 1318–1332 Gertrud
- 1336–1339 Alheydis
- erwähnt 1364 Elseben
- erwähnt 1366 Beke
- 1367–1397 Ghese (Ghertrudis) Tyvers
- 1400–1401 Mechthildis
- erwähnt 1402 Elizabeth
- 1414–1426 Abele
- 1436–1445 Anna
- 1450–1458 Beke van Haghen
- 1481–1484 Grete van Weyge
- 1498–1502 Heylwich van Dincla (Dinglage)
- 1503–1515 Margarete (Grete) van Idtzendorp (Issendorf)
- 1516–1518 Aleke (Alheyt) Hemelinges

### Domina von Zeven
Namen und Jahreszahlen bezeichnen die urkundlich nachweisbare Erwähnung als Domina.
- 1542–1542 Katharina Grabow (Domina und Priorissa)
- 1548 0000 Goste van Idzendorpe
- 1560 0000 Margareta Bickers
- 1585–1589 Anna von Wersabe
- 1592–1618 Jutta Brummers
- 1619 0000 Anna Hoppe
- 1620–1643 Eileke von Varendorf
- 1644–1648 Cristina Bandex (bis zur Aufhebung des Klosters)

### Siegel
Die vom Kloster ausgestellten Urkunden wurden mit dem Propst- und Konventsiegel besiegelt. Die Propstsiegel waren individuell gestaltet. Das älteste erhaltene Propstsiegel ist von 1288.
Auch ein rundes fünf Zentimeter großes Konventsiegel von 1288 ist erhalten geblieben. Darin Maria sitzend mit dem Jesuskind auf dem Schoß, rechts von ihr steht der hl. Vitus in langem Gewand, den linken Arm in der Hand Marias, in der rechten Hand einen Palmenzweig haltend.
Die Umschrift über Vitus lautet: + SIGILVM SCANTI VITI IN SZEVENA.